# Prison agricole

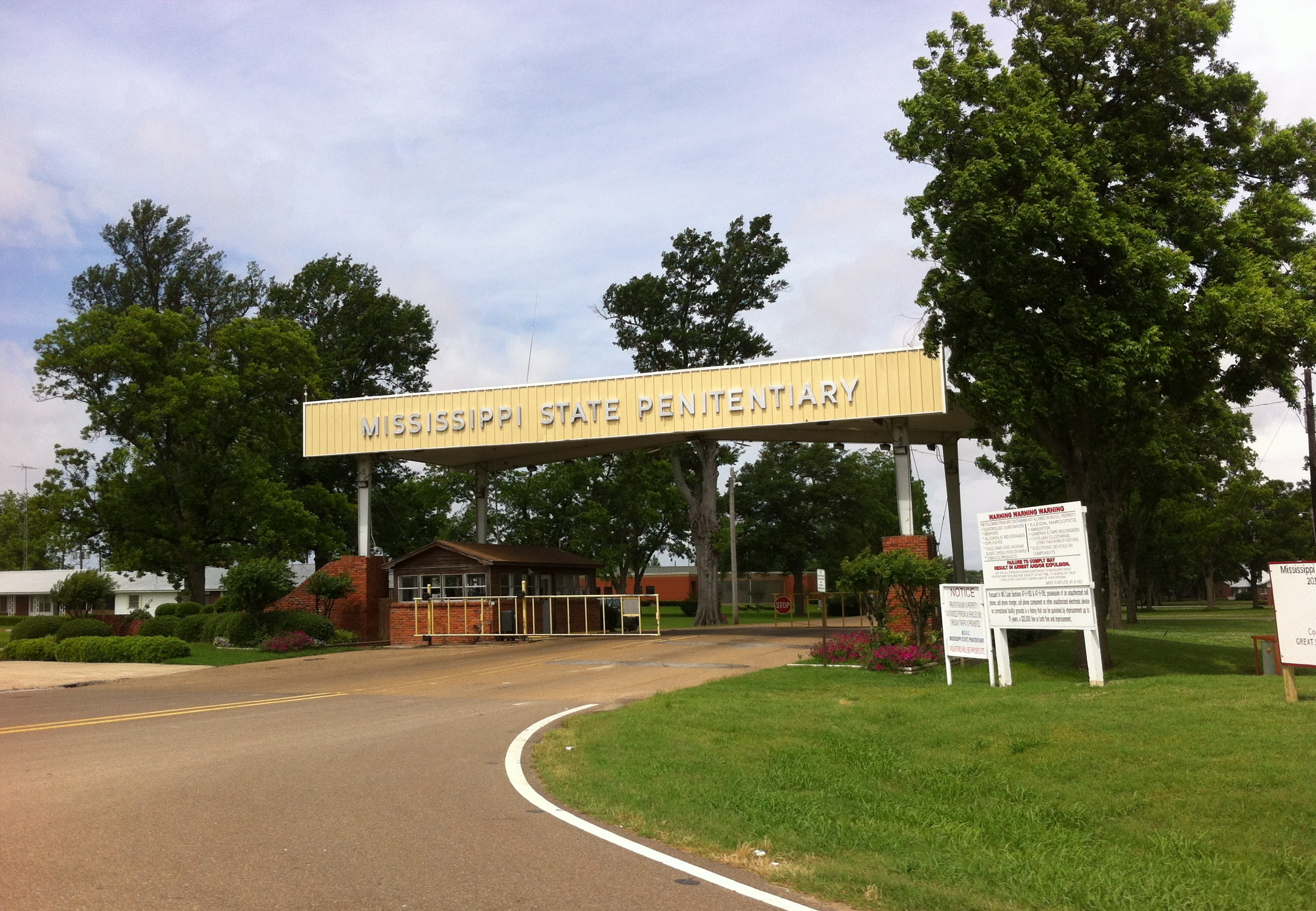
Prison agricole de l'État du Mississippi (Mississippi State Penitentiary)

Une prison agricole est un grand établissement pénitentiaire où les condamnés sont forcés de travailler dans une ferme (au sens large d'une unité productive), généralement pour le travail manuel, principalement en plein air, comme dans l'agriculture (on parle spécifiquement de ferme pénitentiaire), l'exploitation forestière, les carrières, et exploitation minière. 
Les concepts de ferme pénitentiaire et de camp de travail se recoupent. Un équivalent historique est la colonie pénitentiaire .